# Сенеркия
Сенѐркия (на италиански: Senerchia; на неаполитански: Senerchia, Сънеркия) е село и община в Южна Италия, провинция Авелино, регион Кампания. Разположено е на 602 m надморска височина. Населението на общината е 1013 души (към 2010 г.).